# CCV Group

De CCV Group is een van origine Nederlands bedrijf in elektronische betaaldiensten en is aanbieder van elektronische betaaloplossingen.

## Geschiedenis
Het bedrijf is opgericht als een familiebedrijf in 1958 door Cor van de Velden. De naam CCV is de afkorting van Computercentrum C. van de Velden. In de beginjaren was het bedrijf actief als accountantskantoor voor bedrijven. De vraag naar een betaalalternatief voor cash geld groeide eind jaren 1980 in Nederland onder andere door overvallen op tankstations. CCV speelde daarop in door software te ontwikkelen ten behoeve van pinautomaten. Personeel met veel ICT-kennis werd aangetrokken, veelal afkomstig uit Azië. Deze programmeurs ontwikkelden het eerste betaalprogramma van Nederland, waarmee CCV een belangrijke positie in Nederland verkreeg. In 1989 werd de eerste betaalterminal in gebruik genomen, aangesloten op een telefoonlijn.
In 2003 meldde het bedrijf zich aan als mogelijke kandidaat voor het afwikkelen van pintransacties, een activiteit die tot dan toe voorbehouden was aan het bedrijf Interpay, dochteronderneming van een aantal banken. Uiteindelijk werd in 2007 de vergunning verleend dit te gaan doen.
In 2012 trad de dochter van de oprichter, Enny van de Velden, toe tot het bedrijf. Ze nam in 2016 de leiding over.
Op 26 mei 2022 is Cor van de Velden op 91-jarige leeftijd overleden in Arnhem.

## Bedrijfsprofiel
De CCV Group is een besloten vennootschap (BV) met vestiging actief in vijftien Europese landen. Het hoofdkantoor zetelt in Arnhem. Het bedrijf heeft ongeveer 900 werknemers in dienst.
In Nederland heeft het bedrijf ongeveer 137.000 klanten. Naast het leveren van vaste en mobiele pinautomaten en het verzorgen van online transacties als betaalprovider, levert CCV Group onder de naam CCV Shop ook webshopsoftware.

## Toezicht en vergunningen
CCV staat onder toezicht van De Nederlandsche Bank (DNB), de Autoriteit Financiële Markten (AFM) en de Autoriteit Consument en Markt (ACM). De overheid heeft aan het bedrijf twee vergunningen verstrekt op basis van de Wet op het financieel toezicht, namelijk een vergunning voor betaalinstelling en een vergunning van rechtswege voor afwikkelonderneming.